# Montauban-sur-l'Ouvèze
Pour les articles homonymes, voir Montauban (homonymie).
Montauban-sur-l'Ouvèze est une commune française située dans le département de la Drôme, en région Auvergne-Rhône-Alpes.

## Géographie

### Localisation

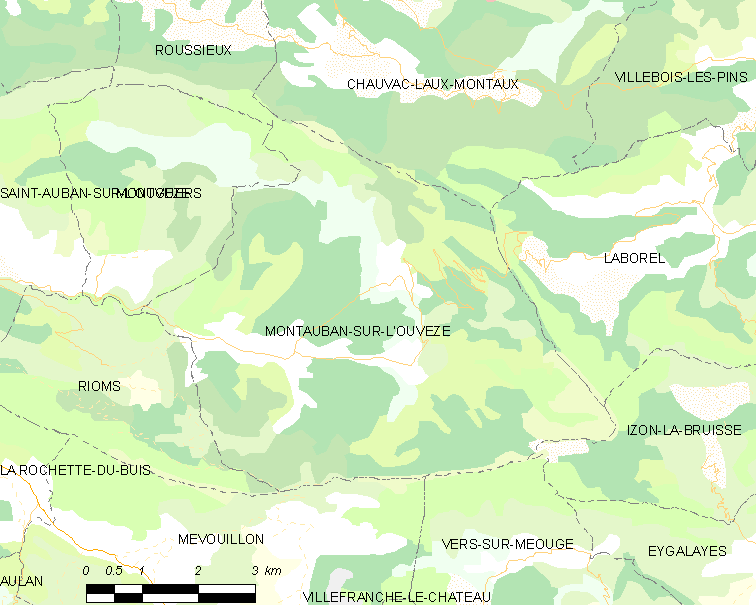
Carte de Montauban-sur-l'Ouvèze.

Montauban sur l'Ouvèze est situé à 24 km (par la route, 9 km à vol d'oiseau) de Séderon (chef-lieu de canton) et à 22 km à l'est de Buis-les-Baronnies.

### Relief et géologie
Dernier village de la haute vallée établi à une altitude moyenne de 730 mètres avant la montée en lacets de la route atteignant au col de Perty (1 302 mètres).
Sites particuliers :
- Barret (1025 m)
- Col de Chauvac (1282 m)
- Col de la Chapelle
- Col de la Trappe
- Col de Nayranne
- Col de Pain Days
- Col de Perty (1302 m)
- Col d'Izon
- la Gardette (1381 m)
- la Grande Plaine (1482 m)
- Montagne de Chamouse (1532 m, point culminant)
- Montagne de l'Arsuc (1461 m)
- Plaine des Pins
- Serre de Charbuisse

#### Géologie
Le sol est sédimentaire de formation argileuse marno-calcaire[réf. nécessaire].

### Hydrographie
La commune est arrosée par l'Ouvèze qui y prend sa source à l'est du hameau de Somécure, au-dessus de 800 mètres d'altitude, ainsi que par les cours d'eau suivants :
- le Rieu (dont source)
- ravin de Chantaour
- ravin de la Couvagne
- ravin de la Trappe
- ravin du Pré d'Enroye
- ruisseau de Crabaye
- ruisseau de Cramy
- ruisseau de Pévouillet
- ruisseau de Roussieux
- ruisseau de Ruègne
- ruisseau des Combes
- ruisseau de Terre Noire

### Climat
Pour des articles plus généraux, voir Climat d'Auvergne-Rhône-Alpes et Climat de la Drôme.
En 2010, le climat de la commune est de type climat méditerranéen altéré, selon une étude du CNRS s'appuyant sur une série de données couvrant la période 1971-2000. En 2020, Météo-France publie une typologie des climats de la France métropolitaine dans laquelle la commune est exposée à un climat de montagne ou de marges de montagne et est dans la région climatique  Alpes du sud, caractérisée par une pluviométrie annuelle de 850 à 1 000 mm, minimale en été. 
Pour la période 1971-2000, la température annuelle moyenne est de 10,3 °C, avec une amplitude thermique annuelle de 16,9 °C. Le cumul annuel moyen de précipitations est de 959 mm, avec 7,5 jours de précipitations en janvier et 4,7 jours en juillet. Pour la période 1991-2020, la température moyenne annuelle observée sur la station météorologique de Météo-France la plus proche, « St-Auban »sur la commune de Saint-Auban-sur-l'Ouvèze à 7 km à vol d'oiseau, est de 11,6 °C et le cumul annuel moyen de précipitations est de 790,0 mm,. Pour l'avenir, les paramètres climatiques de la commune estimés pour 2050 selon différents scénarios d'émission de gaz à effet de serre sont consultables sur un site dédié publié par Météo-France en novembre 2022.

## Urbanisme

### Typologie
Au 1er janvier 2024, Montauban-sur-l'Ouvèze est catégorisée commune rurale à habitat très dispersé, selon la nouvelle grille communale de densité à 7 niveaux définie par l'Insee en 2022.
Elle est située hors unité urbaine et hors attraction des villes,.

### Occupation des sols
L'occupation des sols de la commune, telle qu'elle ressort de la base de données européenne d’occupation biophysique des sols Corine Land Cover (CLC), est marquée par l'importance des forêts et milieux semi-naturels (90,9 % en 2018), une proportion sensiblement équivalente à celle de 1990 (91 %). La répartition détaillée en 2018 est la suivante : forêts (53 %), milieux à végétation arbustive et/ou herbacée (31,5 %), zones agricoles hétérogènes (7,8 %), espaces ouverts, sans ou avec peu de végétation (6,4 %), prairies (1,3 %). L'évolution de l’occupation des sols de la commune et de ses infrastructures peut être observée sur les différentes représentations cartographiques du territoire : la carte de Cassini (XVIIIe siècle), la carte d'état-major (1820-1866) et les cartes ou photos aériennes de l'IGN pour la période actuelle (1950 à aujourd'hui).

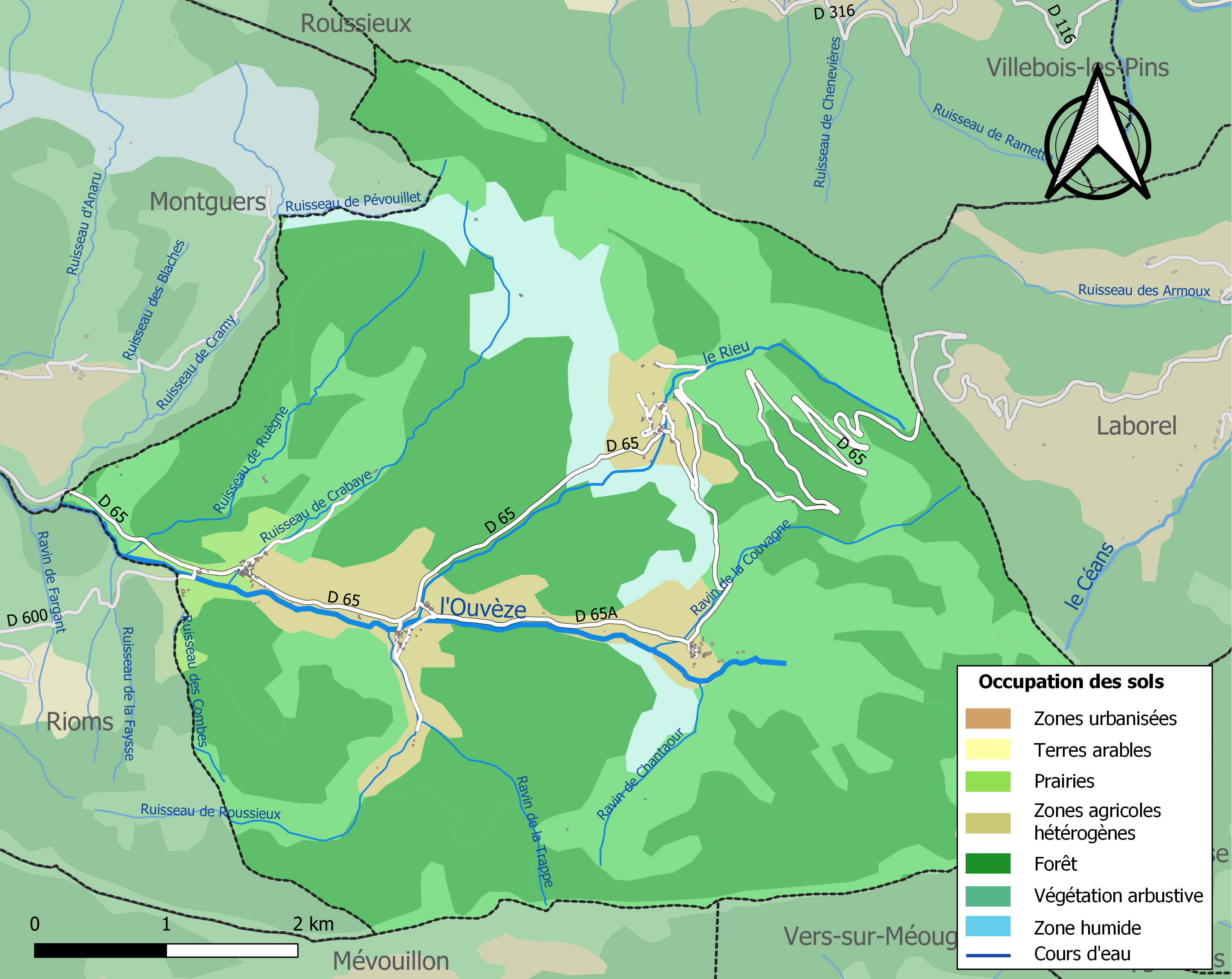
Carte des infrastructures et de l'occupation des sols de la commune en 2018 (CLC).

### Morphologie urbaine
La commune n'a pas de village-centre portant ce nom. Elle est composés de hameaux anciens disséminés sur le territoire, les plus centraux étant Bagnols et Bons sur un site de confluences (Ouvèze-Rieu-Ruisseau de Roussieux).

#### Quartiers, hameaux et lieux-dits
Site Géoportail (carte IGN) :
- Adret de Barret
- Bagnols
- Barbayes
- Beaussec
- Bergerie de la Trappe
- Blaches de Ruissas
- Bons
- Châtillon
- Chauvet
- Clos de Pitoye
- Église-Mairie
- Fenouil
- Fontaimon
- Forêt Domaniale de Chamouse
- Francou
- Grandes Bouisses
- la Boudousse
- la Bouisse
- la Brunette
- la Combe
- la Farette
- la Frigourière
- la Pigière
- la Pose
- la Traverse
- le Grand Ribas
- le Pré Neuf
- les Armaraux
- les Combes
- le Serre
- les Olagniers
- les Pièces
- les Sestrières
- les Siriers
- l'Ubac d'Armaraux
- l'Ubac de Barret
- l'Ubac de la Fortune
- l'Ubac de la Prune
- l'Ubac de Somecure
- Micore
- Nayranne
- Opiot
- Pain Days
- Plane
- Pracaillon
- Prayes
- Prayette
- Quinet
- Remoulon
- Ruègne
- Ruissas
- Saint-Quentin
- Saussac
- Somecure
- Temps Perdu
- Ville Vieille

Anciens quartiers, hameaux et lieux-dits :
- l'Abric est un quartier attesté en 1891. Il était dénommé La Bris en 1627 (parcellaire)[14].

### Voies de communication et transports
Ancienne route des princes d'Orange.
La commune est desservie par les routes départementales D 65 et D 65a.

## Toponymie

### Attestations
Dictionnaire topographique du département de la Drôme :
- 1284 : mention de la baronnie : baronia Montis Albani (inventaire des dauphins, 234).
- 1293 : castrum de Monte Albano (inventaire des dauphins, 226).
- 1343 : mention de la baronnie : la baronie de Montalban (Duchesne, Dauphins de Viennois, 69).
- 1400 : Mont-Alban (choix de documents, 235).
- 1516 : mention du prieuré : prioratus Montis Albani (pouillé de Gap).
- 1891 : Montauban, commune du canton de Séderon.

En 1920 : Montauban-sur-l'Ouvèze.

## Histoire

### Du Moyen Âge à la Révolution
La seigneurie :
- Au point de vue féodal, Montauban était une terre (ou seigneurie) de l'ancienne baronnie de ce nom, souverainement possédée, dès 1206, par les Montauban.
- 1278 : la terre passe (par mariage) aux Castellane.
- Elle passe (par héritage) aux Adhémar de Lombers.
- 1302 : les Adhémar de Lombers l'abandonnent aux dauphins.
- 1349 : la terre devient domaniale.
- 1543 : vendue (sous faculté de rachat) aux Plovier dont les droits sont rachetés par les habitants.
- 1559 : vendue aux Bon.
- 1593 : vendue aux La Tour.
- 1638 : vendue aux Pingré.
- Vers 1710 : passe (par héritage) aux Crombis de Cheisolme, derniers seigneurs.

La baronnie de Montauban comprenait tout ou partie des terres et châteaux suivants :
- Drôme : Aubres, Autane, Ban, la Bâtie-Côte-Chaude, la Bâtie-Verdun, Baume-la-Lance, Bécone, Châteauneuf-de-Bordette, Châteauratier, Chauvac, Dulion, Durfort, la Fare, Gignac, Gouvernet, Lemps, Linseuil, Marsoin, Mirabel, Montauban, Montbrison, Montferrand, Montguers, Montjoux, Montaulieu, Montréal, Noveysan, Nyons, Oddefred, Ollon, Pennafort, Piégon, Rioms, Rocheblave, Rochebrune, Rochegude, Roussieux, Sahune, Sainte-Euphémie, Sainte-Jalle, Tarandol, Taulignan, Teyssières, Venterol, Vercoiran, Vinsobres.
- Hautes-Alpes : la Baume-Rison, Ribiers, Rosans, Saint-André de Rosans.
- Vaucluse : Cayrane, Derboux, Grillon, Valréas.

1302 : Montauban est l'une des trois baronnies réunies au Dauphiné.
Le château seigneurial est ruiné pendant les guerres du XVIe siècle[réf. nécessaire]. Ce château du XIIe siècle fut définitivement détruit sur décisions des villageois.
1639 (démographie) : 1000 à 1100 habitants.
Avant 1790, Montauban était une communauté de l'élection de Montélimar et de la subdélégation et du bailliage du Buis.

Elle formait une paroisse du diocèse de Gap, dont l'église, sous le vocable de Notre-Dame de Saint-Quentin, était celle d'un prieuré de l'ordre de Saint-Benoît (filiation de Cluny) et dont les dimes appartenaient au prieur qui présentait à la cure.

### De la Révolution à nos jours
En 1790, Montauban devient le chef-lieu d'un canton du district du Buis, comprenant les municipalités de Ballons, Chauvac, Eygalayes, Laborel, Lachau, Mévouillon, Montauban Montguers, Rioms, Roussieux, Saint-Auban, Sainte-Euphémie, Villebois, Villefranche et Vers. La réorganisation de l'an VIII (1799-1800) en fait une simple commune du canton de Séderon.

## Politique et administration

### Liste des maires

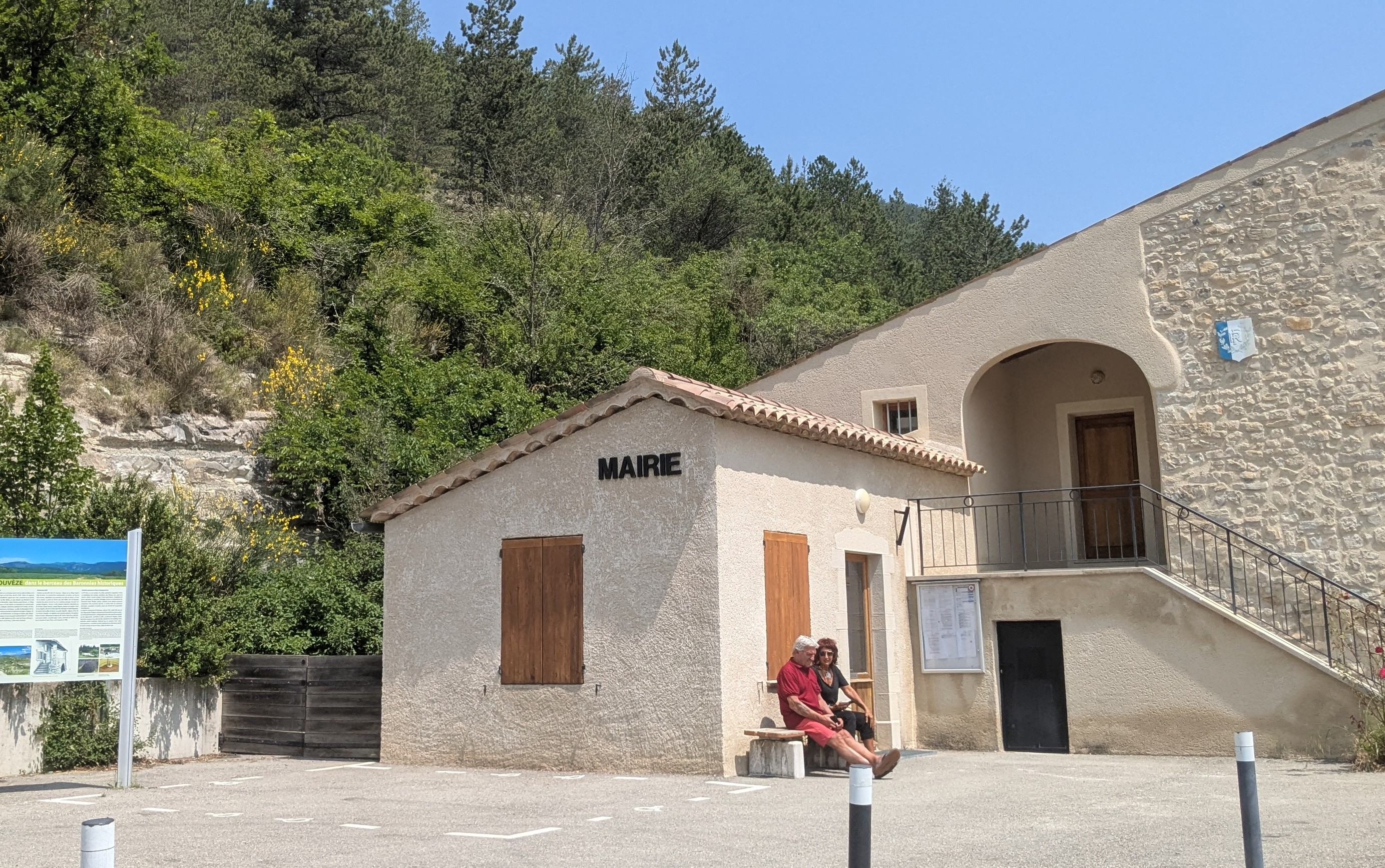
Mairie

| Période                                                                      | Période                      | Identité                           | Étiquette | Qualité       |
| ---------------------------------------------------------------------------- | ---------------------------- | ---------------------------------- | --------- | ------------- |
| Les données manquantes sont à compléter. : de la Révolution au Second Empire |                              |                                    |           |               |
| 1790                                                                         | 1871                         | ?                                  |           |               |
| Les données manquantes sont à compléter. : depuis la fin du Second Empire    |                              |                                    |           |               |
| 1871                                                                         | 1874                         | ?                                  |           |               |
| 1874                                                                         | 1878                         | ?                                  |           |               |
| 1878                                                                         | 1884                         | ?                                  |           |               |
| 1884                                                                         | 1888                         | ?                                  |           |               |
| 1888                                                                         | 1892                         | ?                                  |           |               |
| 1892                                                                         | 1896                         | ?                                  |           |               |
| 1896                                                                         | 1900                         | ?                                  |           |               |
| 1900                                                                         | 1904                         | ?                                  |           |               |
| 1904                                                                         | 1908                         | ?                                  |           |               |
| 1908                                                                         | 1912                         | ?                                  |           |               |
| 1912                                                                         | 1919                         | ?                                  |           |               |
| 1919                                                                         | 1925                         | ?                                  |           |               |
| 1925                                                                         | 1929                         | ?                                  |           |               |
| 1929                                                                         | 1935                         | ?                                  |           |               |
| 1935                                                                         | 1945                         | ?                                  |           |               |
| 1945                                                                         | 1947                         | ?                                  |           |               |
| 1947                                                                         | 1953                         | ?                                  |           |               |
| 1953                                                                         | 1959                         | ?                                  |           |               |
| 1959                                                                         | 1965                         | ?                                  |           |               |
| 1965                                                                         | 1971                         | ?                                  |           |               |
| 1971                                                                         | 1977                         | ?                                  |           |               |
| 1977                                                                         | 1983                         | ?                                  |           |               |
| 1983                                                                         | 1989                         | ?                                  |           |               |
| 1989                                                                         | 1995                         | ?                                  |           |               |
| 1995                                                                         | 2001                         | ?                                  |           |               |
| 2001                                                                         | 2008                         | Gérard Coupon                      | DVG       | agriculteur   |
| 2008                                                                         | 2014                         | Gérard Coupon                      |           | maire sortant |
| 2014                                                                         | 2020                         | Gérard Coupon                      |           | maire sortant |
| 2020                                                                         | En cours (au 9 janvier 2021) | Gérard Coupon[source insuffisante] |           | maire sortant |

### Rattachements administratifs et électoraux
Pour les élections législatives, la commune relevait du Canton de Séderon avant mars 2015 ; depuis elle fait partie de la Troisième circonscription de la Drôme.

## Population et société

### Démographie
L'évolution du nombre d'habitants est connue à travers les recensements de la population effectués dans la commune depuis 1793. Pour les communes de moins de 10 000 habitants, une enquête de recensement portant sur toute la population est réalisée tous les cinq ans, les populations de référence des années intermédiaires étant quant à elles estimées par interpolation ou extrapolation. Pour la commune, le premier recensement exhaustif entrant dans le cadre du nouveau dispositif a été réalisé en 2005.

En 2022, la commune comptait 117 habitants, en évolution de +7,34 % par rapport à 2016 (Drôme : +2,64 %, France hors Mayotte : +2,11 %).
| 1793 | 1800 | 1806 | 1821 | 1831 | 1836 | 1841 | 1846 | 1851 |
| ---- | ---- | ---- | ---- | ---- | ---- | ---- | ---- | ---- |
| 530  | 564  | 549  | 503  | 535  | 523  | 519  | 502  | 487  |

| 1856 | 1861 | 1866 | 1872 | 1876 | 1881 | 1886 | 1891 | 1896 |
| ---- | ---- | ---- | ---- | ---- | ---- | ---- | ---- | ---- |
| 464  | 446  | 457  | 433  | 445  | 423  | 413  | 354  | 337  |

| 1901 | 1906 | 1911 | 1921 | 1926 | 1931 | 1936 | 1946 | 1954 |
| ---- | ---- | ---- | ---- | ---- | ---- | ---- | ---- | ---- |
| 330  | 302  | 310  | 275  | 263  | 245  | 227  | 198  | 175  |

| 1962 | 1968 | 1975 | 1982 | 1990 | 1999 | 2005 | 2006 | 2010 |
| ---- | ---- | ---- | ---- | ---- | ---- | ---- | ---- | ---- |
| 147  | 140  | 92   | 80   | 81   | 85   | 113  | 114  | 104  |

| 2015 | 2020 | 2022 | - | - | - | - | - | - |
| ---- | ---- | ---- | - | - | - | - | - | - |
| 107  | 120  | 117  | - | - | - | - | - | - |

### Manifestations culturelles et festivités
- Fête : le dernier dimanche de juillet[2].

### Loisirs
- Randonnées : GRP Tour des Baronnies Provençales[1]. Une table d'orientation est installée au col de Perty[2].

## Économie

### Agriculture
En 1992 : plantes médicinales, lavande, ovins, caprins[réf. nécessaire].
- Marché : le 28 septembre[2].

La culture du tilleul, qui a fait la réputation des baronnies, a presque totalement disparu[réf. nécessaire].

## Culture locale et patrimoine

### Lieux et monuments
- Château en ruine[2].
- Église restaurée à Bons[2].

Église paroissiale Saint-Pierre dans le hameau central de Bons-Bagnols (XVIIe siècle)[réf. nécessaire].
- Chapelle à Somecure[2].

Chapelle Saint-Pierre au hameau de Somécure[réf. nécessaire].
- Chapelle à la Combe[2].

Chapelles Saint-Quentin et Saint-Pierre au hameau de la Combe[réf. nécessaire].
- Chapelle Notre-Dame-de-Pitié au hameau de Ruissas[réf. nécessaire].
- Fontaine-lavoir au hameau de Ruissas[réf. nécessaire].
- Fontaine-lavoir au hameau de Somécure[réf. nécessaire].
- Moulin à farine et à huile[réf. nécessaire].

### Patrimoine naturel
La commune fait partie du Parc naturel des Baronnies provençales créé en 2015[réf. nécessaire].

### Personnalités liées à la commune
- Joseph Charras (1769-1839) : général des armées de la République et de l'Empire.

### Héraldique, logotype et devise
| Blason de Montauban-sur-l'Ouvèze | Blason  | D'azur à trois tours d'or maçonnées de sable.    |
| Blason de Montauban-sur-l'Ouvèze | Détails | Le statut officiel du blason reste à déterminer. |